# Mohammad Tahir-ul-Qadri
Mohammad Tahir ul-Qadri, chiamato anche Sheykh ul-Islam (Jhang, 19 febbraio 1951), è un giurista pakistano.
Fondatore e leader del Minhaj ul-Qurʾān internazionale (MQI), un'organizzazione con filiali e centri in più di 90 Paesi del mondo, finalizzata alla promozione della pace e dell'armonia tra le comunità e la rinascita dell'impegno spirituale, fondato sugli autentici insegnamenti dell'Islam.

## Biografia
Nasce il 19 febbraio del 1951, nella storica città Jhang, in Pakistan, figlio di uno dei più influenti intellettuali del suo tempo, Dr. Farid ud-Din al-Qadri.
Suo padre, in seguito ad un sogno spirituale, aveva rivelato la sua nascita, per cui venne educato fin dalla giovane età, sia nelle cosiddette "Scienze islamiche" (ʿUlūm dīniyya) che alle scienze profane. La sua educazione religiosa inizia a soli 12 anni a Medina, nella Madrasa al-ʿUlūm al-Sharīʿa, dedicata ad Abū Ayyūb Sayyiduna al-Anṣārī, dove risiedette per qualche tempo Maometto dopo l'Egira.
Nel 1970 riceve la prima laurea ad Honorem nell'Università del Punjab e completa anche gli studi islamici classici. Nel 1972 Tahir ul-Qadri riceve il Master in Studi Islamici, e la medaglia d'oro dell'Università del Punjab. Dopo aver raggiunto il suo LLB nel 1974, inizia a esercitare la professione di avvocato presso i Tribunali del distretto di Jhang. Nel 1978 si trasferisce a Lahore, dove ricopre il ruolo di docente di Diritto e completa il suo dottorato in Diritto islamico. È stato anche membro del Senato Accademico e del Consiglio d'amministrazione dell'Università del Punjab.
In un breve arco di tempo emerge come leader, giurista e studioso nella diffusione del pensiero islamico.
Fu nominato consulente legale sul Diritto islamico per la Corte Suprema e la Sharīʿa di una Corte federale del Pakistan. Ha inoltre lavorato come consulente speciale in programmi di studio islamici per il Ministero federale dell'istruzione.
Tra il 1983 ed il 1987 gli sono state offerte diverse posizioni di Senatore, alla Camera Alta del Parlamento, come Ministro federale per gli affari religiosi, come Ministro federale per l'istruzione e Ministro federale per la legge e gli affari parlamentari.
È stato anche nominato ambasciatore in Pakistan, oltre ad essergli stato offerto un ruolo nell'amministrazione della giustizia della Sharīʿa, come giudice d'appello, presso la corte Suprema del Pakistan e membro del Consiglio islamico del Pakistan . Tutte queste cariche, offerte dal presidente del Pakistan di quel periodo vennero da lui rifiutate in quanto diede la precedenza soprattutto al suo impegno di servire, per tutta la vita, l'Islam, la Umma musulmana e l'umanità in generale.
Tahir ul-Qadri ha esposto gli argomenti in favore della parità dei diritti delle donne. Questo fu un evento unico e senza precedenti nella storia giudiziaria e legislativa del Pakistan.
Come risultato delle sue argomentazioni la clausola di non discriminazione venne rimossa e le donne hanno ottenuto il diritto di parità nei ricorsi. Questo ha dimostrato l'attenzione che Tahir-ul-Qadri ha per il rispetto e la salvaguardia dei diritti delle donne nell'islam. Inoltre, nel corso del 1980 contribuì a modificare centinaia di norme di vecchie leggi civili e penali coloniali, secondo i principi islamici.
Fu anche nominato professore di Diritto islamico presso l'Università del Punjab (Lahore, Pakistan), dopo essere stato capo del Dipartimento per l'LLM di Diritto islamico, in assoluto il più giovane di tutti i tempi.
Nel 1981 fonda la Minhaj-ul-Qurʾān, una fondazione con sede Lahore. In meno di 30 anni si è ampliata ed estesa in più di 90 paesi di tutto il mondo, occupandosi di istruzione, temi sociali, culturali e spirituali.
Fu anche fondatore e Presidente del Consiglio di amministrazione dell'Università degli Studi Minhaj di Lahore, università cui ricorre il governo pakistano per impartire l'istruzione superiore a migliaia di studenti nelle facoltà di Scienze sociali, Gestione e scienze religiose. Fu fondatore della Minhaj Education Society, una fondazione che ha creato più di 570 scuole e università in Pakistan, e Presidente della fondazione Minhaj Welfare, un'organizzazione di assistenza umanitaria e sociale di lavoro a livello globale.
È anche leader fondatore di diversi forum sulla Minhaj-ul-Qurʾān, compreso quello che si occupa degli ʿulamāʾ, delle donne, dei giovani, nonché di movimenti studenteschi impegnati nel dialogo interculturale islamo-cristiano.

## Opere
Autore di circa 1 000 libri, di cui 400 già pubblicati. Oratore facondo, ha tenuto oltre 5 000 lezioni ex cathedra in lingua urdu, inglese e arabo, su una vasta gamma di argomenti, disponibili su cassetta, CD, in formato DVD e online. Tahir-ul-Qadri ha scritto anche un libro sui terroristi con il titolo, Fatwa.
Sheikh ul-Islam Mohammad Tahir ul-Qadri ha emesso una fatwā storica sugli attentati suicidi e terroristici compiuti in nome dell'Islam. È considerato come un significativo e storico punto di riferimento in materia per il suo contenuto - esplicito e inequivocabile - contro i seminatori di terrore, tanto da essere ampiamente ricordato e trasmesso. La fatwa originale è stata scritta in urdu, e sono 600 pagine, ricche di puntuali riferimenti religiosi.
Infatti ha sempre sostenuto categoricamente, che gli attentati suicidi e gli attacchi contro obiettivi civili sono, non solo condannati dall'Islam, ma rendono gli autori di queste stragi di fatto musulmani non credenti. Inoltre, in questo lavoro, sono evidenti gli obblighi dei governi delle nazioni islamiche nell'affrontare con decisione la lotta contro i terroristi e il terrorismo in genere. Questo storico lavoro è stato tradotto nelle principali lingue del mondo.

## Autorità
Mohammad Tahir ul-Qadri ha ricevuto dai suoi Maestri più di 300 documenti di conferma (sostegni, in arabo asānīd) dei suoi studi e di autorizzazioni (ijazāt) per la trasmissione della conoscenza relativa ai ḥadīth, al tafsīr (esegesi coranica), al fiqh (Giurisprudenza), al taṣawwuf (Sufismo) e alle altre "scienze musulmane classiche" (ʿulūm dīniyya), da numerosi grandi autorità del mondo musulmano, diffusamente riconosciuti come fonti autorevoli del sapere islamico del secolo scorso e da studiosi del periodo classico, e grandi Imam di ḥadīth del passato, risalenti fino al profeta Maometto.